# Sao nhập ngũ (mùa 15)
Mùa thứ 15 của chương trình Sao nhập ngũ với tên gọi Sao nhập ngũ 2024: Gót hồng trên lửa đạn (tên cũ: Phiên bản tốt hơn) được phát sóng trên kênh QPVN và HTV7 từ ngày 6 tháng 8 đến ngày 19 tháng 11 năm 2024. Mùa này có sự tham gia của các nghệ sĩ Mie, Pháo, MisThy, Nguyễn Thúc Thùy Tiên, Phương Anh Đào, Uyển Ân, Liz Kim Cương và Jun Vũ; họ được huấn luyện bởi Thượng tá Nguyễn Văn Thắng tại Lữ đoàn Đặc công 113, Binh chủng Đặc công, Quân đội nhân dân Việt Nam. Sau 8 ngày huấn luyện, chiến sĩ Jun Vũ đã giành được hạng nhất của mùa này.

## Lịch sử và sản xuất
Tối ngày 18 tháng 7 năm 2024, trang Facebook chính thức đã hé lộ những thông tin đầu tiên về mùa phát sóng thứ hai trong năm 2024 của Sao nhập ngũ. Theo mô tả của nhà sản xuất, 8 chiến sĩ nữ - được chương trình gọi là các "chị đẹp" trong mối liên hệ với hai chương trình dành cho các "anh trai" phát sóng trong mùa hè 2024 là Anh trai "say hi" và Anh trai vượt ngàn chông gai - sẽ "đối diện với chính mình, nỗ lực vượt qua giới hạn của bản thân" để tìm kiếm một phiên bản tốt hơn của chính họ. Lần lượt các nghệ sĩ tham gia chương trình mùa này cùng với hình ảnh của họ trong quân phục đã được đăng tải vào cuối thàng 7, bao gồm rapper Pháo, diễn viên Uyển Ân, hoa hậu Thùy Tiên, streamer MisThy, diễn viên Jun Vũ, DJ Mie, ca sĩ Liz Kim Cương và diễn viên Phương Anh Đào. Trailer chính thức của mùa đã được đăng tải vào ngày 4 tháng 8 năm 2024, hé lộ một vài tình tiết trong chương trình.
Buổi họp báo ra mắt chương trình đã được tổ chức vào chiều ngày 5 tháng 8 năm 2024 tại Thành phố Hồ Chí Minh, với sự có mặt của tất cả 8 thành viên tham gia mùa này. Theo chia sẻ của đơn vị sản xuất, chương trình lần này được thực hiện nhằm hướng tới kỷ niệm 80 năm ngày thành lập Quân đội nhân dân Việt Nam, đồng thời khẳng định thông điệp xuyên suốt của mùa là "Tôi đi tìm phiên bản tốt hơn của chính tôi". Nhiều nghệ sĩ cũng tiết lộ họ đã nhiều lần bật khóc trong suốt chương trình, riêng Thùy Tiên thú nhận lượng nước mắt của cô trong 8 ngày "bằng cả tháng cộng lại".
Chương trình do Viettel Media thuộc Tập đoàn Công nghiệp – Viễn thông Quân đội sản xuất và phát hành, được ghi hình trong vòng 8 ngày tại Lữ đoàn Đặc công 113, Binh chủng Đặc công.

## Phát sóng
Sao nhập ngũ mùa thứ 15 được phát sóng vào thứ 3 hàng tuần từ ngày 6 tháng 8 đến ngày 19 tháng 11 năm 2024, vào các khung giờ 07:55 trên QPVN, 21:10 trên HTV7, 21:30 trên ứng dụng TV360, Mocha và công chiếu trên kênh YouTube chính thức của chương trình. Chương trình cũng được phát lại vào lúc 12:00 thứ 7 hàng tuần trên kênh SCTV6.

## Nhân vật trải nghiệm

### Nhân vật chính
Các nhân vật chính trong chương trình đã được công bố vào tháng 7 năm 2024. Trong đó, hoa hậu Thùy Tiên có lần đầu tiên xuất hiện trong một chương trình truyền hình dài tập với vai trò người chơi chính.
| Tên nhân vật (Nghệ danh)       | Nghề nghiệp | Cấp bậc   | Vai trò              |
| ------------------------------ | ----------- | --------- | -------------------- |
| Nguyễn Văn Thắng               | Quân nhân   | Thượng tá | Chỉ huy              |
| Đào Phương Anh Đào             | Diễn viên   | —         | Nhân vật trải nghiệm |
| Phan Kim Cương (Liz Kim Cương) | Ca sĩ       | —         | Nhân vật trải nghiệm |
| Trương Tiểu My (Mie)           | DJ          | —         | Nhân vật trải nghiệm |
| Vũ Phương Anh (Jun Vũ)         | Diễn viên   | —         | Nhân vật trải nghiệm |
| Lê Thy Ngọc (MisThy)           | Streamer    | —         | Nhân vật trải nghiệm |
| Nguyễn Thúc Thùy Tiên          | Người mẫu   | —         | Nhân vật trải nghiệm |
| Huỳnh Uyển Ân                  | Diễn viên   | —         | Nhân vật trải nghiệm |
| Nguyễn Diệu Huyền (Pháo)       | Rapper      | —         | Nhân vật trải nghiệm |

### Khách mời
| Tên nhân vật  | Nghề nghiệp              | Vai trò            | Tập   |
| ------------- | ------------------------ | ------------------ | ----- |
| Phạm Hồng Anh | Vận động viên Dancesport | Nhân vật thử thách | 10–11 |

## Các tập phát sóng
| Tập | Tiêu đề                           | Ngày phát sóng       | TK     |
| --- | --------------------------------- | -------------------- | ------ |
| 1 | "Cuộc gặp mặt dưới mưa"           | 6 tháng 8 năm 2024   | [ 12 ] |
| - Mở đầu huấn luyện - Cầm rắn - hô khẩu lệnh quyết tâm |                                   |                      |        |
| 2 | "Địa chấn"                        | 13 tháng 8 năm 2024  | [ 13 ] |
| - Mở đầu huấn luyện (tiếp) - Bầu tiểu đội trưởng (Uyển Ân) - Chiến sĩ tự giới thiệu bản thân - Nhiệm vụ: Khắc phục sập hầm - Nấu cơm, ăn trưa dã chiến - Huấn luyện dùng lượng nổ đánh phá các loại mục tiêu                                                                                     |                                   |                      |        |
| 3 | "Trách nhiệm của tiểu đội trưởng" | 20 tháng 8 năm 2024  | [ 14 ] |
| - Giải lao thao trường - Hội thao dùng pháo tay đánh phá mục tiêu - Ăn tối tập thể - Sinh hoạt tiểu đội - Tổng kết ngày 1 - Thể dục buổi sáng - Kiểm tra sáng |                                   |                      |        |
| 4 | "Vinh dự ở trên vai"              | 27 tháng 8 năm 2024  | [ 15 ] |
| - Huấn luyện hậu cần: 5 kỹ thuật cấp cứu - Kỹ thuật băng vết thương - Chuyển thương hỏa tuyến - Giải lao thao trường - Hội thao 5 kỹ thuật băng bó và chuyển thương hỏa tuyến - Huấn luyện võ chiến đấu đặc công                                                                                 |                                   |                      |        |
| 5 | "Sẵn sàng đối mặt"                | 3 tháng 9 năm 2024   | [ 16 ] |
| - Huấn luyện võ chiến đấu đặc công (tiếp) - Hội thao võ chiến đấu đặc công |                                   |                      |        |
| 6 | "Nhiệm vụ "bất khả thi""          | 10 tháng 9 năm 2024  | [ 17 ] |
| - Nhiệm vụ gác đêm - Kiểm tra nội vụ sáng - Huấn luyện và hội thao leo dây ngang |                                   |                      |        |
| 7 | "Cú đấm mạnh nhất"                | 17 tháng 9 năm 2024  | [ 18 ] |
| - Hội thao leo dây ngang (tiếp) - Giải lao thao trường - Nhiệm vụ đối kháng - Huấn luyện boxing - Hội thao võ chiến đấu tay không |                                   |                      |        |
| 8 | "Nếu sợ, đừng nhìn xuống!"        | 24 tháng 9 năm 2024  | [ 19 ] |
| - Hội thao võ chiến đấu tay không (tiếp) - Nhiệm vụ sáng: Quét dọn khu vực vệ sinh - Huấn luyện và hội thao tụt dây vách núi - Sinh hoạt căng tin - Giờ nghỉ trưa: Gọi điện cho người thân - Nhiệm vụ giải cứu con tin                                                                           |                                   |                      |        |
| 9 | "Đường ngắm chuẩn"                | 1 tháng 10 năm 2024  | [ 20 ] |
| - Nhiệm vụ giải cứu con tin - Sinh hoạt buổi sáng: Chiến sĩ nhận xét về tiểu đội trưởng Uyển Ân - Hội thao kéo co 4 người - Huấn luyện cách sử dụng và bắn súng tiểu liên Micro Uzi - Hội thao bắn súng tiểu liên Micro Uzi                                                                      |                                   |                      |        |
| 10 | "Tai nạn bất ngờ"                 | 8 tháng 10 năm 2024  | [ 21 ] |
| Vận động viên Dancesport Phạm Hồng Anh là người đưa ra thử thách khiêu vũ cho nội dung sinh hoạt buổi tối trong tập này. - Huấn luyện ám khí: Đứng phi sao và quỳ phi sao - Hội thao sử dụng phi sao triệt hạ mục tiêu khủng bố - Sinh hoạt tối: - Ăn cơm tập thể - Thử thách khiêu vũ pasodoble |                                   |                      |        |
| 11 | "Chạy đua với thời gian"          | 15 tháng 10 năm 2024 | [ 22 ] |
| - Thử thách khiêu vũ pasodoble (tiếp) - Kiểm tra nội vụ sáng - Huấn luyện kỹ thuật sử dụng mặt nạ phòng hóa - Kiểm tra thể lực: Đeo mặt nạ chạy tại chỗ - Hội thao phòng hóa và giải cứu con tin - Huấn luyện dùng sào đẩy                                                                       |                                   |                      |        |
| 12 | "Vũ điệu trên tường"              | 22 tháng 10 năm 2024 | [ 23 ] |
| - Huấn luyện dùng sào đẩy (tiếp) - Giải lao thao trường: Trò chơi "một hai ba" - Hội thao kỹ thuật tiếp cận nhà cao tầng - Huấn luyện nâng cao: Cướp cờ đối kháng |                                   |                      |        |
| 13 | "Chế độ ngày nghỉ"                | 29 tháng 10 năm 2024 | [ 24 ] |
| - Huấn luyện nâng cao: Cướp cờ đối kháng (tiếp) - Sinh hoạt tối: - Ăn tối - Sinh hoạt tiểu đội - Chế độ ngày nghỉ: Nhiệm vụ hậu cần, công tác chính trị và nhiệm vụ khác - Huấn luyện khí công                                                                                                   |                                   |                      |        |
| 14 | "Phá vỡ điểm giới hạn"            | 5 tháng 11 năm 2024  | [ 25 ] |
| - Huấn luyện khí công (tiếp): - Huấn luyện lấy khí, vận khí - Huấn luyện ngạch công - Hội thao chặt ngói - Giải lao - Chia sẻ của tiểu đội chiến sĩ mới qua loa phát thanh - Sinh hoạt tiểu đội                                                                                                  |                                   |                      |        |
| 15 | "Cuộc đua nước rút"               | 12 tháng 11 năm 2024 | [ 26 ] |
| - Kiểm tra 4 nội dung: - Gấp chăn vuông - Chơi cờ caro bằng tạ - Giờ nghỉ: Thy Ngọc gọi điện cho người thân - Kiểm tra 4 nội dung (tiếp): Hội thao chạy tiếp sức có vũ trang |                                   |                      |        |
| 16 | "Không bao giờ lùi bước"          | 19 tháng 11 năm 2024 | [ 27 ] |
| - Kiểm tra 4 nội dung (tiếp): Hội thao chạy tiếp sức có vũ trang (tiếp) - Giờ nghỉ: Anh Đào gọi điện cho người thân - Trò chơi nhanh: Phản xạ theo khẩu lệnh - Kiểm tra 4 nội dung (tiếp): Thi bắn súng Micro Uzi - Nhiệm vụ cuối cùng - Tổng kết huấn luyện chiến sĩ mới                        |                                   |                      |        |

## Kết quả các nhiệm vụ

### Nhiệm vụ: Khắc phục sập hầm (tập 2)
Tham khảo: 
Đơn vị được giao nhiệm vụ giải cứu những người bị nạn khỏi hầm đã bị sập. Tiểu đội chia làm hai đội gồm cả chiến sĩ cũ và chiến sĩ mới, mỗi đội thực hiện giải cứu một hầm trong thời gian có hạn (khoảng 10-15 phút). Đội 1 giải cứu hầm bên phải, đội 2 giải cứu hầm bên trái.
| Đội | Tên thành viên                        | Kết quả          |
| --- | ------------------------------------- | ---------------- |
| 1   | Kim Cương Uyển Ân Diệu Huyền Tiểu My  | Không hoàn thành |
| 2   | Anh Đào Thy Ngọc Phương Anh Thùy Tiên | Hoàn thành       |

Do đội 1 không hoàn thành nhiệm vụ của mình nên xem như tiểu đội đã không hoàn thành nhiệm vụ này.

### Hội thao dùng pháo tay đánh phá mục tiêu (tập 3)
Tham khảo: 
8 chiến sĩ mới được chia làm 4 tổ. Chỉ huy chỉ định 4 chiến sĩ mới làm tổ trưởng, mỗi tổ chọn 1 chiến sĩ mới nữa để lập tổ 2 người thực hiện nội dung. Các tổ thực hiện lần lượt (tổ 4 thực hiện trước, sau đó là các tổ 3, 2 và 1), một chiến sĩ thực hiện ở khu vực bên phải, chiến sĩ còn lại thực hiện ở khu vực bên trái. Các chiến sĩ khác quan sát, nhận xét và đánh giá kết quả. Trong quá trình thực hiện, có thể có một số tình huống phát sinh, các chiến sĩ cần phải xử lý sao cho phù hợp nhất.
| Tổ | Tên thành viên       | Kết quả            |
| -- | -------------------- | ------------------ |
| 1  | Diệu Huyền - Anh Đào | Thực hiện tốt      |
| 2  | Thy Ngọc - Thùy Tiên | Thực hiện tốt hơn  |
| 3  | Kim Cương - Tiểu My  | Thực hiện tốt hơn  |
| 4  | Uyển Ân - Phương Anh | Thực hiện chưa tốt |

### Hội thao quân y (tập 4)
Tham khảo: 
8 chiến sĩ mới chia thành 2 tiểu đội, mỗi tiểu đội gồm 4 thành viên - trong đó hai tiểu đội trưởng (được in đậm) do chỉ huy chỉ định. Tiểu đội có nhiệm vụ tìm kiếm, sơ cứu và đưa thương binh về lán quân y (tiểu đội 1 tìm kiếm thương binh từ lán quân y về phía bên phải, tiểu đội 2 đi về phía bên trái). Tiểu đội đưa thành công thương binh về lán quân y trước sẽ giành chiến thắng.
| Đội | Tên thành viên                              | Giám sát         | Kết quả |
| --- | ------------------------------------------- | ---------------- | ------- |
| 1   | Uyển Ân - Tiểu My - Diệu Huyền - Thùy Tiên  | Quang Cự (g.v.)  | Về nhì  |
| 2   | Anh Đào - Phương Anh - Thy Ngọc - Kim Cương | Đắc Dương (m.t.) | Về nhất |

Đội 1 là đội về sau và các chiến sĩ trong đội sẽ nhận nhiệm vụ canh gác vào đêm cùng ngày.

### Hội thao võ chiến đấu đặc công (tập 5)
Tham khảo: 
4 đội trưởng (được chọn trong số các chiến sĩ mới) lên bốc thăm nội dung thi, sau đó mỗi đội trưởng chọn thêm một chiến sĩ mới lập thành một đội, đồng thời thương thuyết thêm các chiến sĩ cũ về đội của mình. Các đội xây dựng và giải quyết tình huống được yêu cầu, trong đó có áp dụng các động tác đánh võ đã được huấn luyện. Kết thúc hội thao, giáo viên quyết định điểm và thứ hạng của các đội.
| Hạng | Đội và thành viên             | Tình huống   | Ghi chú |
| ---- | ----------------------------- | ------------ | --- |
| 1    | Đội 2 (Anh Đào - Diệu Huyền)  | Tình huống 3 | Các thành viên có sự phối hợp ăn ý với nhau, có những động tác làm tăng độ khó của tình huống                                         |
| 2    | Đội 4 (Phương Anh - Thy Ngọc) | Tình huống 4 | Nhiều động tác nhưng tình huống sai so với ý định của giáo viên                                                                       |
| 3    | Đội 1 (Uyển Ân - Kim Cương)   | Tình huống 2 | Thao tác và hành động dễ bị địch phát hiện                                                                                            |
| 4    | Đội 3 (Thùy Tiên - Tiểu My)   | Tình huống 1 | Được đánh giá hay nhất nhưng không triển khai đúng theo quy định ban đầu của giáo viên (yêu cầu một chiến sĩ cũ phải đóng giả làm nữ) |

### Hội thao leo dây ngang (tập 6-7)
Tham khảo: 
Tiểu đội chia làm 2 đội, mỗi đội 8 chiến sĩ để thực hiện hội thao này. Hội thao gồm hai chặng:
- Chặng 1 - Leo dây ngang qua hồ: Đội cử 5 người (4 chiến sĩ mới và 1 chiến sĩ cũ) để thực hiện leo dây ngang qua hồ.
  - Đối với chiến sĩ mới: Leo đến điểm giữa dây nhận được 1 bao gói, leo đến cuối dây và về đích an toàn sẽ nhận được 3 bao gói.
  - Đối với chiến sĩ cũ: Leo về đích an toàn sẽ nhận được 2 bao gói. Chiến sĩ cũ của đội nào leo về đích nhanh hơn cũng sẽ mang về cho đội mình thêm 2 bao gói nữa.
- Chặng 2 - Phát triển bè mảng về đích: Các đội hoàn thành chặng 1 sẽ nhận bao gói và được quyền chọn một trong hai loại bè mảng được ghép sẵn (loại bằng tre, màu xanh và loại bằng buồm, màu nâu). Hai đội tiến hành buộc các bao gói vào bè, đưa bè về vị trí xuất phát và phát triển bè theo hướng dọc bể; phải đưa toàn bộ thành viên của đội mình về đích, không giới hạn số vòng di chuyển bè của đội. Nếu thành viên của đội nào rơi xuống nước hoặc bè của đội bị chìm, đội đó phải quay lại vị trí xuất phát để thực hiện lại nhiệm vụ; những thành viên trong đội đã được vận chuyển về đích thành công sẽ được giữ nguyên. Thành tích của đội được tính theo thời gian và số vòng di chuyển bè.

Lưu ý, ở chặng vượt sông, giữa hồ sẽ có hai vật phẩm để hỗ trợ các chiến sĩ; còn ở đầu hồ, các chiến sĩ chỉ được leo bằng tay không hoặc vật phẩm được cung cấp ở nội dung tiếp theo.
| Hạng | Đội và thành viên | Kết quả các phần thi              | Kết quả các phần thi                        | Kết quả các phần thi | Kết quả các phần thi      |
| Hạng | Đội và thành viên | Thời gian leo dây của chiến sĩ cũ | Số bao gói nhận được                        | Bè được chọn         | Chặng vượt sông           |
| ---- | --- | --------------------------------- | ------------------------------------------- | -------------------- | ------------------------- |
| 1    | Đội 2 - Sóng thần Chiến sĩ mới: Diệu Huyền - Thùy Tiên - Tiểu My - Thy Ngọc Chiến sĩ cũ: Trần Văn Tú - Hoàng Văn Nhận - Quách Văn Tuyên - Phạm Văn Tuấn | 20 giây 10                        | 3 bao gói (+1 từ chỉ huy nhằm khích lệ đội) | Bè tre xanh          | Hoàn thành trước (2 lượt) |
| 2    | Đội 1 - Ẩn số Chiến sĩ mới: Phương Anh - Anh Đào - Uyển Ân - Kim Cương Chiến sĩ cũ: Đàm Vân Răm - Nguyễn Duy Quân - Vũ Tiến Dũng - Bùi Văn Hiếu         | 24 giây 66                        | 8 bao gói                                   | Bè gỗ nâu            | Hoàn thành sau (3 lượt)   |

Chỉ huy quyết định cả hai đội đều thắng cuộc dựa trên những gì mà các chiến sĩ đã thể hiện trong hội thao này.

### Nhiệm vụ đối kháng (tập 7)
Các chiến sĩ chia làm 4 đội để thực hiện nhiệm vụ, mỗi đội gồm 2 chiến sĩ mới và 2 chiến sĩ cũ. Thứ tự của các đội dựa trên cặp giường sinh hoạt của các chiến sĩ, trong đó, một chiến sĩ mới sẽ được chọn làm tiểu đội trưởng (được in đậm trong bảng). Có ba lượt đấu, mỗi lượt đấu kéo dài tối đa 15 phút. Trong thời gian này, các đội có nhiệm vụ cướp cờ của đội đối phương mà không để đối phương cướp cờ của đội mình. Đội đầu tiên bị đối phương cướp cờ (hoặc nếu sau 15 phút là đội để đối phương gần cờ của mình hơn) là đội thua và bị loại khỏi nhiệm vụ. Nhiệm vụ tiếp tục với các đội còn lại đến khi thứ hạng được phân định.
- Ở lượt đầu tiên, đội trưởng mỗi đội lên bốc thăm chọn một trong các khu vực: khu vực 1 (lô cốt trên đỉnh cao 95), khu vực 2 (vị trí sân bay, từ trên đỉnh cao 95 về hướng Đông Bắc, cách khu vực 1 40m), khu vực 3 (cách khu vực 2 60m) và khu vực 4 (cách khu vực 3 40m và khu vực 1 100m). Mỗi khu vực có một màu cờ, đội chiếm khu vực nào thì sẽ có màu biển hiệu tương ứng được gắn sau lưng các thành viên. Trên đường đi đến các khu vực của đối phương có các vị trí được đặt bẫy, nếu chiến sĩ nào vướng phải bẫy sẽ bị loại. Chiến sĩ cũng sẽ bị loại nếu bị đối phương xé biển hiệu.
- Ở lượt thứ hai, vị trí của các đội được thay đổi và được chỉ huy chỉ định.
- Ở lượt chung kết, các chiến sĩ đã bị loại (hy sinh) ở hai lượt trước sẽ được hồi sinh để thi đấu ở lượt này. Hai đội trưởng bốc thăm để giành quyền ưu tiên lựa chọn một trong hai vị trí (lô cốt đỉnh hoặc vòng tròn). Ở lượt này không còn có các bẫy như ở hai lượt trước.

| Hạng | Đội và thành viên | Đội và thành viên                                    | Vị trí phòng thủ các vòng | Vị trí phòng thủ các vòng | Vị trí phòng thủ các vòng |
| Hạng | Đội và thành viên | Đội và thành viên                                    | 1                         | 2                         | 3                         |
| ---- | ----------------- | ---------------------------------------------------- | ------------------------- | ------------------------- | ------------------------- |
| 1    |                   | Đội 1 (Diệu Huyền - Kim Cương - Tiến Dũng - Văn Râm) | KV2                       | KV3                       | Vòng tròn                 |
| 2    |                   | Đội 4 (Anh Đào - Phương Anh - Tuyên - Tuấn)          | KV4                       | KV1                       | Lô cốt đỉnh               |
| 3    |                   | Đội 2 (Tiểu My - Uyển Ân - Huy Quân - Văn Tú)        | KV3                       | KV4                       |                           |
| 4    |                   | Đội 3 (Thy Ngọc - Thùy Tiên - Nhận - Hiếu)           | KV1                       |                           |                           |

### Hội thao võ chiến đấu tay không (tập 7-8)
Tham khảo: 
Hội thao có hai đội, mỗi đội gồm 5 người (trong đó có 4 chiến sĩ mới được chỉ định dựa trên chỉ số sức mạnh, 1 chiến sĩ cũ được đội trưởng lựa chọn). Có tất cả 5 lượt đấu. Ở mỗi lượt đấu, mỗi đội cử một người ra thi đấu đối kháng. Đội giành được 3 điểm trước sẽ giành chiến thắng chung cuộc. Đội thua sẽ nhận nhiệm vụ quét dọn khu vực vệ sinh trước nhà sinh hoạt trong ngày tiếp theo.
| Lượt       | Đội 1           | Kết quả         | Đội 2           |
| ---------- | --------------- | --------------- | --------------- |
| 1          | Thùy Tiên       | 0–1             | Phương Anh      |
| 2          | Diệu Huyền      | 1–1             | Thy Ngọc        |
| 3          | Anh Đào         | 1–0             | Tiểu My         |
| 4          | Uyển Ân         | 0–1             | Kim Cương       |
| 5          | Không cần thiết | Không cần thiết | Không cần thiết |
| Chung cuộc | Đội 1           | 2–3             | Đội 2           |

### Hội thao tụt dây vách núi (tập 8)
Tham khảo: 
Các chiến sĩ mới rút thăm để chia thành 2 đội (mỗi đội 4 người). Lần lượt các chiến sĩ thực hiện kỹ thuật tụt xuôi xuống vách núi, đồng thời lấy 1 mảnh ghép được đặt trên đường xuống. Sau khi hoàn thành việc tụt dây của mình, sẽ có một chiến sĩ hỗ trợ việc xếp các mảnh ghép thành bức tranh hoàn chỉnh. Đội nào hoàn thành bức tranh trước sẽ giành chiến thắng.
| Đội | Tên thành viên                               | Kết quả          |
| --- | -------------------------------------------- | ---------------- |
| 1   | Uyển Ân - Tiểu My - Kim Cương - Thùy Tiên    | Hoàn thành sau   |
| 2   | Anh Đào - Phương Anh - Thy Ngọc - Diệu Huyền | Hoàn thành trước |

### Nhiệm vụ giải cứu con tin (tập 8-9)
Nhiệm vụ được tổ chức thành hai bộ phận: bộ phận thực hiện nhiệm vụ chủ yếu và bộ phận thực hiện nhiệm vụ thứ yếu. Các chiến sĩ chia làm hai đội để thực hiện nhiệm vụ, trong đó tiểu đội trưởng (được in đậm) được chỉ huy chỉ định. Tiểu đội trưởng chọn thêm 3 chiến sĩ mới và 2 chiến sĩ cũ để lập đội 6 người.
Nội dung của nhiệm vụ này như sau: Khu vực khủng bố đang giam giữ con tin cách điểm tập kết 500m. Mỗi đội tiến hành cơ động vượt qua các loại vật cản, xử lý tốt các tình huống để nhanh chóng tiến đến khu vực giam giữ con tin. Với mỗi vật cản hoặc tình huống vượt qua, đội sẽ nhận được 1 vật phẩm. Nhận được đủ 3 vật phẩm, đội sẽ ghép được thành một dãy số nhằm thu về "chiến lợi phẩm" làm tăng sức mạnh tấn công khủng bố, giải cứu con tin của đội.
| Đội | Tên thành viên                                                                             | Người duy trì    |
| --- | ------------------------------------------------------------------------------------------ | ---------------- |
| 1   | Chiến sĩ mới: Thy Ngọc - Kim Cương - Tiểu My - Thùy Tiên Chiến sĩ cũ: Văn Tuấn - Tiến Dũng | Đắc Dương (m.t.) |
| 2   | Chiến sĩ mới: Uyển Ân - Diệu Huyền - Phương Anh - Anh Đào Chiến sĩ cũ: Văn Hiếu - Duy Quân | Thế Hiếu         |

Nhiệm vụ đã được thực hiện thành công.

### Hội thao kéo co 4 người (tập 9)
Tham khảo: 
Dựa vào cân nặng của các chiến sĩ, 8 chiến sĩ mới được chia ra làm hai bảng, mỗi bảng thi đấu gồm 4 chiến sĩ. Các chiến sĩ vào vị trí bố trí sẵn dây đai, đeo dây đai vào người và về vị trí xuất phát ở vị trí chính giữa vòng tròn (đã đánh dấu điểm trắng). Khi có tín hiệu của trọng tài, các chiến sĩ cơ động về vị trí các hòm theo quy định để lấy súng và hộp tiếp đạn, sau đó lắp hộp tiếp đạn vào súng. Chiến sĩ nào lắp thành công hộp tiếp đạn vào súng trước sẽ giành chiến thắng; các chiến sĩ còn lại tiếp tục thi đấu thêm hai lượt nữa cho đến khi còn 1 chiến sĩ (chiến sĩ đó coi như về cuối). Chiến sĩ về nhất được phần thưởng do chỉ huy quy định (chọn đồ uống tùy ý), chiến sĩ về cuối phải thực hiện hình phạt do chỉ huy yêu cầu (chống đẩy 5 lần).
| Hạng | Tên chiến sĩ |
| ---- | ------------ |
| 1    | Diệu Huyền   |
| 2    | Phương Anh   |
| 3    | Tiểu My      |
| 4    | Kim Cương    |

| Hạng | Tên chiến sĩ |
| ---- | ------------ |
| 1    | Thùy Tiên    |
| 2    | Uyển Ân      |
| 3    | Anh Đào      |
| 4    | Thy Ngọc     |

### Hội thao bắn súng tiểu liên Micro Uzi (tập 9)
Tham khảo: 
Các chiến sĩ chia làm hai đội, mỗi đội gồm 4 thành viên. Mỗi thành viên trong đội được cấp 10 viên đạn cho súng tiểu liên Micro Uzi và phải thực hiện bắn 4 cụm mục tiêu theo hình thức tiếp sức.
- Cụm 1 gồm 9 quả bóng bay tượng trưng cho các mục tiêu được gắn trên hình nộm.
- Cụm 2 gồm 7 mục tiêu là các bia đen của khủng bố.
- Cụm 3 gồm 6 mục tiêu, trong đó có hai bia đen và bốn quả bóng xanh tượng trưng cho khủng bố, ở giữa hai quả bóng xanh là quả bóng đỏ tượng trưng cho con tin.
- Cụm 4 gồm 4 mục tiêu là 3 bia đen và 1 quả bóng xanh chuyển động.

Đội nào bắn được nhiều mục tiêu hơn sẽ giành chiến thắng. Trong trường hợp cả hai đội đều bắn hết mục tiêu, đội chiến thắng là đội còn thừa nhiều viên đạn hơn.
| Đội | Tên đội và thành viên                                    | Mục tiêu bị tiêu diệt | Số viên đạn thừa |
| --- | -------------------------------------------------------- | --------------------- | ---------------- |
| 1   | Trúng tâm (Thy Ngọc - Thùy Tiên - Diệu Huyền - Tiểu My)  | 4/4                   | 11               |
| 2   | Hãy đợi đấy (Phương Anh - Uyển Ân - Kim Cương - Anh Đào) | 2/4                   | 0                |

Đội 1 giành chiến thắng chung cuộc.

### Hội thao sử dụng phi sao triệt hạ mục tiêu khủng bố (tập 10)
Tham khảo: 
8 chiến sĩ mới chia làm hai đội, mỗi đội 4 thành viên. Các đội tiến hành di chuyển qua các cụm vật cản để tiêu diệt khủng bố tại 3 chặng:
- Chặng 1: Hai chiến sĩ thực hiện tiêu diệt 3 mục tiêu là các khủng bố, mỗi tên khủng bố tượng trưng bằng 2 bóng bay xanh gắn trên đầu và ngực. Mỗi chiến sĩ được trang bị một thùng đạn 20 kg gồm 5 phi sao (tổng cộng 2 thùng đạn).
- Chặng 2: Một chiến sĩ thực hiện tiêu diệt 3 mục tiêu là các khủng bố đang khống chế con tin, mỗi tên khủng bố tượng trưng 1 bóng xanh, các con tin tượng trưng bằng các bóng đỏ. Chiến sĩ tham gia được trang bị thùng đạn 15 kg gồm 7 phi sao.
- Chặng 3: Một chiến sĩ thực hiện tiêu diệt khủng bố đang khống chế con tin sau vật cản, khủng bố tượng trưng bằng bóng xanh. Chiến sĩ tham gia được chọn một trong hai thùng đạn: thùng đạn 10 kg gồm 2 phi sao hoặc thùng đạn 20 kg gồm 6 phi sao.

Lưu ý rằng mỗi phi sao đã được ấn định tại từng cụm mục tiêu cụ thể và không được lấy sang cụm mục tiêu khác.
Kết quả được tính theo thời gian hoàn thành của từng đội: mỗi mục tiêu bóng xanh không bị tiêu diệt sẽ cộng thêm 10 giây, phi sao trúng con tin (bóng đỏ) sẽ cộng thêm 5 giây, mỗi vật cản bị làm đổ sẽ cộng thêm 3 giây, và mỗi phi sao còn thừa ở các cụm mục tiêu sẽ được quy đổi thành 3 giây trừ vào tổng thời gian thực hiện của cả đội. Đội có thời gian thực hiện nhiệm vụ ít hơn sẽ giành chiến thắng.
| Đội | Thành viên                                  | Thời gian thực hiện | Mục tiêu bị tiêu diệt                                                 |
| --- | ------------------------------------------- | ------------------- | --------------------------------------------------------------------- |
| 1   | Thy Ngọc - Thùy Tiên - Diệu Huyền - Tiểu My | 4 phút 28 giây      | Cụm 1: 2 mục tiêu                                                     |
| 2   | Phương Anh - Uyển Ân - Kim Cương - Anh Đào  | 3 phút 53 giây      | Cụm 1: 4 mục tiêu Cụm 2: 2 mục tiêu khủng bố (1 con tin bị tiêu diệt) |

Đội 2 giành chiến thắng chung cuộc.

### Thử thách khiêu vũ pasodoble (tập 10-11)
Tham khảo: 
7 chiến sĩ mới chia làm 7 cặp gồm mình và một chiến sĩ cũ. Có ba lượt đấu: lượt 1 gồm cặp 1 và 2, lượt 2 gồm cặp 3 và 4, lượt 3 gồm 3 cặp còn lại. Có ba thành phần giám khảo gồm giáo viên, chỉ huy và các chiến sĩ cổ vũ chấm điểm cho từng cặp. Cặp nào có tổng điểm trung bình cao nhất sẽ giành chiến thắng.
| Hạng | Cặp và thành viên              | Điểm trung bình |
| ---- | ------------------------------ | --------------- |
| 1    | Cặp 7 (Kim Cương - Văn Râm)    | Chiến thắng     |
| 2    | Cặp 1 (Tiểu My - Duy Quân)     | 9,2             |
| 2    | Cặp 3 (Tiến Dũng - Diệu Huyền) | 9,2             |
| 3    | Cặp 2 (Uyển Ân - Văn Tú)       | 8,9             |
| 3    | Cặp 4 (Văn Tuấn - Anh Đào)     | 8,9             |
| 3    | Cặp 5 (Thùy Tiên - Văn Tuyên)  | 8,9             |
| 3    | Cặp 6 (Phương Anh - Văn Hiếu)  | 8,9             |

### Hội thao phòng hóa và giải cứu con tin (tập 11)
Tham khảo: 
Hội thao gồm 2 phần: Tiếp cận mục tiêu và Giải cứu con tin. Cụ thể:
- Chặng tiếp cận mục tiêu: Tất cả chiến sĩ mới phải thực hiện vượt qua các chướng ngại vật và khói độc. Khi chiến sĩ cuối cùng thực hiện xong chặng này thì các chiến sĩ mới được thực hiện chặng giải cứu con tin.
- Chặng giải cứu con tin: Ba chiến sĩ được phân công sẽ bắt đầu chặng này khi tất cả chiến sĩ đã hoàn thành chặng đầu tiên. Nhiệm vụ của họ là tìm kiếm vật phẩm, giải mã và tìm chìa khóa tại khu vực tầng 1. Sau đó, nhóm 4 người sẽ thu thập thông tin để xác định danh tính của người cần được giải cứu. Tổng thời gian của chuỗi nhiệm vụ là 5 phút đếm ngược, và bom hẹn giờ sẽ được kích hoạt tại phút thứ 5.

| Tầng | Nhiệm vụ         | Thành viên                                   |
| ---- | ---------------- | -------------------------------------------- |
| 1    | Giải mã          | Diệu Huyền - Tiểu My - Anh Đào               |
| 2-4  | Giải cứu con tin | Phương Anh - Thùy Tiên - Uyển Ân - Kim Cương |

Kết quả: Đội đã giải cứu con tin thành công trước thời gian quy định.

### Hội thao kỹ thuật tiếp cận nhà cao tầng (tập 12)
Hội thao có ba đội chơi, bao gồm hai đội 2 thành viên và một đội 3 thành viên, trong đó đội trưởng (được in đậm) được chỉ huy chỉ định sẽ chọn thêm các chiến sĩ khác về đội của mình. Mỗi đội có nhiệm vụ dùng kỹ thuật sào đẩy, leo nhà cao tầng, tìm cờ của đội đó, sau đó lên khu vực tầng thượng, vẫy cờ và báo tên đội để hoàn thành nhiệm vụ. Thời gian thực hiện sẽ được căn cứ vào để đánh giá kết quả.
| Hạng | Đội và thành viên                     | Thời gian thực hiện |
| ---- | ------------------------------------- | ------------------- |
| 1    | Đội 2 (Diệu Huyền - Anh Đào)          | 5 phút 44 giây      |
| 2    | Đội 3 (Tiểu My - Uyển Ân - Kim Cương) | 6 phút 41 giây      |
| 3    | Đội 1 (Phương Anh - Thùy Tiên)        | 6 phút 48 giây      |

### Cướp cờ đối kháng (tập 12-13)
Ở nội dung này, các chiến sĩ được chia làm hai đội. Do Thy Ngọc bị chấn thương ở chân trước đó và chấn thương tay của Tiểu My có thể ảnh hưởng đến việc không bảo đảm khi chạm nước nên cả hai được chỉ huy chỉ định làm huấn luyện viên của hai đội; việc chỉ định thành viên của đội do các chiến sĩ cũ quyết định. Với mỗi trận đấu, mỗi đội cử một thành viên ở vị trí xuất phát gần cờ. Chiến sĩ có thể chọn bảo vệ cờ của mình hoặc cướp cờ của đối phương. Chiến sĩ nào giành được cờ sẽ giành chiến thắng vòng đó.
Kết quả chia đội:
- Đội 1: Thy Ngọc, Phương Anh, Anh Đào, Uyển Ân
- Đội 2: Tiểu My, Diệu Huyền, Thùy Tiên, Kim Cương

| Lượt | Đội 1      | Kết quả | Đội 2      |
| ---- | ---------- | ------- | ---------- |
| 1    | Anh Đào    | 1–0     | Diệu Huyền |
| 2    | Phương Anh | 0–1     | Thùy Tiên  |
| 3    | Uyển Ân    | 1–0     | Kim Cương  |
| 4    | Văn Tuyên  | 1–0     | Văn Nhận   |
| 5    | Tiến Dũng  | 1–0     | Vân Răm    |

Đội 1 giành chiến thắng chung cuộc.

### Hội thao chặt ngói (tập 14)
Tham khảo: 
Các chiến sĩ mới được chia ra làm 2 đội, mỗi đội gồm 4 chiến sĩ mới và các chiến sĩ cũ (trong đó chiến sĩ cũ được chọn dựa trên chỉ số sức mạnh của mình trong hội thao boxing). Mỗi lượt thi gồm hai chiến sĩ (1 chiến sĩ cũ và 1 chiến sĩ mới) cùng thực hiện nội dung, tự chọn mức chặt ngói tối thiểu và tối đa.
| Đội | Thành viên | Tổng số ngói chặt được |
| --- | --- | ---------------------- |
| 1   | Chiến sĩ mới: Kim Cương - Thy Ngọc - Tiểu My - Phương Anh Chiến sĩ cũ: Văn Tú - Văn Hiếu - Văn Râm - Văn Nhận            | 34                     |
| 2   | Chiến sĩ mới: Thùy Tiên - Anh Đào - Diệu Huyền - Uyển Ân Chiến sĩ cũ: Tiến Dũng - Duy Quân - Văn Tuấn - Đắc Dương (m.t.) | 34                     |

Kết quả: Tổng số ngói chặt được của hai đội như nhau. Hai đội hòa nhau trong hội thao này.

### Kiểm tra 4 nội dung (tập 15-16)

#### Thử thách gấp chăn vuông
Tham khảo: 
Có 8 giường bố trí đầy đủ chăn, màn và gối chia làm hai dãy để các chiến sĩ mới thực hiện nội dung. Các chiến sĩ mới sẽ bốc thăm để chọn một trong các chiến sĩ cũ cùng hỗ trợ thực hiện nội dung (một phiếu trong đó là phiếu trống, tức là nếu bốc phải phiếu này sẽ không được chiến sĩ cũ hỗ trợ). Chiến sĩ cũ hỗ trợ chỉ được hướng dẫn bằng lời nói, không được dùng hành động để hỗ trợ.
| Hạng | Dãy giường      | Chiến sĩ thực hiện và hỗ trợ | Thời gian thực hiện (Điểm) |  |
| ---- | --------------- | ---------------------------- | -------------------------- |  |
| 1    | Dãy giường trên | Thy Ngọc                     | 6 phút 38 giây (8 điểm)    |  |
| 1    | Dãy giường trên | Thùy Tiên - Văn Tú           | 6 phút 40 giây (8 điểm)    |  |
| 1    | Dãy giường trên | Phương Anh - Tiến Dũng       | 8 phút (8 điểm)            |  |
| 1    | Dãy giường trên | Diệu Huyền - Văn Hiếu        | 6 phút 50 giây (8 điểm)    |  |
| 2    | Dãy giường dưới | Uyển Ân - Văn Răm            | 7 phút 40 giây (8 điểm)    |  |
| 2    | Dãy giường dưới | Kim Cương - Văn Nhận         | 8 phút (8 điểm)            |  |
| 2    | Dãy giường dưới | Tiểu My - Duy Quân           | 6 phút 30 giây (9 điểm)    |  |
| 2    | Dãy giường dưới | Anh Đào - Văn Tuấn           | 6 phút 55 giây (9 điểm)    |  |

#### Chơi cờ caro bằng tạ
7 chiến sĩ mới (trừ Thy Ngọc) chia đội bằng cách rút thăm để chọn đồng đội của mình, chiến sĩ nào rút được "ngôi sao hy vọng" sẽ được vào thẳng bán kết. 7 đội được chia vào hai bảng và trừ đội đã vào thẳng bán kết, các đội thi đấu vòng loại.
Ở vòng loại, trong vòng 3 phút, lần lượt từng người của mỗi đội xếp tạ của mình vào các ô vuông. Đội nào xếp được 3 tạ có màu đội mình trên một hàng ngang, dọc hoặc chéo nhanh nhất sẽ giành chiến thắng.
| Lượt   | Trận đấu                                 | Trận đấu                                 | Trận đấu                                 | Trận đấu                                 |                                          |
| Bảng A | Bảng A                                   | Bảng A                                   | Bảng A                                   | Bảng A                                   |                                          |
| ------ | ---------------------------------------- | ---------------------------------------- | ---------------------------------------- | ---------------------------------------- | ---------------------------------------- |
| 1      | Đội 1 (Tiểu My - Tiến Dũng)              |                                          |                                          | Đội 2 (Kim Cương - Duy Quân)             |                                          |
| 2      | Đội 3 (Diệu Huyền - Văn Tuấn)            |                                          |                                          | Đội 4 (Anh Đào - Văn Râm)                |                                          |
| Bảng B |                                          |                                          |                                          |                                          |                                          |
| 3      | Đội 5 (Thùy Tiên - Văn Nhận)             |                                          |                                          | Đội 6 (Uyển Ân - Văn Tú)                 |                                          |
| –      | Đội 7 (Phương Anh - Văn Hiếu) (Đặc cách) | Đội 7 (Phương Anh - Văn Hiếu) (Đặc cách) | Đội 7 (Phương Anh - Văn Hiếu) (Đặc cách) | Đội 7 (Phương Anh - Văn Hiếu) (Đặc cách) | Đội 7 (Phương Anh - Văn Hiếu) (Đặc cách) |

Ở vòng bán kết, các đội thắng vòng loại và đặc cách thi đấu chéo bảng. Luật chơi tương tự vòng loại, tuy nhiên các đội không được đặt tạ ở ô chính giữa, chỉ khi đã đặt xong tạ ở ít nhất 3 ô lân cận thì mới được phép chỉnh tạ của mình để đặt ở vị trí chính giữa.
| Lượt | Trận đấu                    | Trận đấu | Trận đấu | Trận đấu                      |
| ---- | --------------------------- | -------- | -------- | ----------------------------- |
| 1    | Đội 1 (Tiểu My - Tiến Dũng) |          |          | Đội 7 (Phương Anh - Văn Hiếu) |
| 2    | Đội 4 (Anh Đào - Văn Râm)   |          |          | Đội 5 (Thùy Tiên - Văn Nhận)  |

Hai đội thắng vòng bán kết sẽ thi đấu vòng chung kết. Luật tương tự vòng bán kết, nhưng mỗi đội sẽ có thêm một lần được phép di chuyển một tạ bất kỳ của đối phương.
| Lượt | Trận đấu                  | Trận đấu | Trận đấu | Trận đấu                      |
| ---- | ------------------------- | -------- | -------- | ----------------------------- |
| 1    | Đội 4 (Anh Đào - Văn Râm) |          |          | Đội 7 (Phương Anh - Văn Hiếu) |

Kết quả:
- Đội 7 (Phương Anh - Văn Hiếu) giành chiến thắng và xếp hạng nhất.
- Đội 4 (Anh Đào - Văn Râm) xếp hạng nhì.
- Đội 1 (Tiểu My - Tiến Dũng) và đội 5 (Thùy Tiên - Văn Nhận) đồng hạng ba.
- Đội 2 (Kim Cương - Duy Quân), đội 3 (Diệu Huyền - Văn Tuấn) và đội 6 (Uyển Ân - Văn Tú) đồng hạng tư.

#### Hội thao chạy tiếp sức có vũ trang
Tham khảo: 
Hội thao được chia làm 7 đội, mỗi đội gồm một chiến sĩ mới và một chiến sĩ cũ, cả hai được liên kết với nhau bằng một sợi dây. Chiến sĩ cũ khi thực hiện nội dung này phải mang theo súng tiểu liên AK. Đội phía sau có nhiệm vụ đuổi theo đội phía trước theo chiều kim đồng hồ; đội nào bị đuổi kịp hoặc bỏ cuộc sẽ bị loại. Cứ mỗi 1 phút, vòng sân sẽ được thu hẹp lại. Đội còn lại trên sân sẽ giành chiến thắng.
| Hạng | Đội và thành viên             |
| ---- | ----------------------------- |
| 1    | Đội 7 (Kim Cương - Tiến Dũng) |
| 2    | Đội 3 (Anh Đào - Văn Hiếu)    |
| 3    | Đội 5 (Uyển Ân - Văn Râm)     |
| 4    | Đội 1 (Tiểu My - Văn Tuấn)    |
| 5    | Đội 2 (Thùy Tiên - Duy Quân)  |
| 6    | Đội 4 (Phương Anh - Văn Tú)   |
| 7    | Đội 6 (Diệu Huyền - Văn Nhận) |

#### Thi bắn súng Micro Uzi
Tham khảo: 
Nội dung được tổ chức thành 4 cặp đấu. Có hai dải bắn cho hai chiến sĩ cùng thi đấu, mỗi dải bắn gồm 5 bia khủng bố (màu đen) và 5 bia con tin (màu trắng). Ở mỗi cặp đấu, mỗi chiến sĩ được cấp 5 viên đạn và phải thực hiện bắn súng bằng súng tiểu liên Micro Uzi vào các mục tiêu được yêu cầu. Mỗi mục tiêu khủng bố bị bắn trúng được cộng 2 điểm, mỗi con tin bị tiêu diệt bị trừ 3 điểm. Lưu ý rằng chiến sĩ thực hiện nội dung phải đứng trong khu vực tường chắn, không được di chuyển ra ngoài khu vực này.
| Lượt | Cặp đấu    | Cặp đấu   | Cặp đấu    | Cặp đấu  |
| Lượt | Chiến sĩ 1 | Mục tiêu  | Chiến sĩ 2 | Mục tiêu |
| ---- | ---------- | --------- | ---------- | -------- |
| 1    | Thy Ngọc   | 5/5       | Uyển Ân    | 5/5      |
| 2    | Thùy Tiên  | 3/5       | Diệu Huyền | 5/5      |
| 3    | Phương Anh | 5/5       | Tiểu My    | 4/5      |
| 4    | Anh Đào    | 4/5, 1 CT | Kim Cương  | 2/5      |

Bốn chiến sĩ Thy Ngọc, Uyển Ân, Diệu Huyền và Phương Anh tiêu diệt được tất cả mục tiêu và nhận được hoa của giáo viên.

## Kết quả từng ngày

### Ngày 1
| Hạng | Tên        | Điểm huấn luyện | Điểm kỷ luật | Tổng |
| ---- | ---------- | --------------- | ------------ | ---- |
| 1    | Tiểu My    | 8               | 8            | 8    |
| 2    | Diệu Huyền | 8               | 7,9          | 7,95 |
| 3    | Anh Đào    | 7,8             | 7,9          | 7,85 |
| 4    | Kim Cương  | 7,8             | 7,8          | 7,8  |
| 5T   | Thùy Tiên  | 7,8             | 7,7          | 7,75 |
| 5T   | Phương Anh | 7,8             | 7,7          | 7,75 |
| 5T   | Thy Ngọc   | 7,8             | 7,7          | 7,75 |
| 6    | Uyển Ân    | 7,6             | 7,8          | 7,7  |

### Ngày 2
| Hạng | Tên        | Điểm huấn luyện | Điểm kỷ luật | Tổng |
| ---- | ---------- | --------------- | ------------ | ---- |
| 1    | Kim Cương  | 8               | 8            | 8    |
| 2    | Phương Anh | 7,9             | 7,9          | 7,9  |
| 3T   | Tiểu My    | 7,9             | 7,8          | 7,85 |
| 3T   | Anh Đào    | 7,8             | 7,9          | 7,85 |
| 4T   | Uyển Ân    | 7,9             | 7,7          | 7,8  |
| 4T   | Thy Ngọc   | 7,8             | 7,8          | 7,8  |
| 5T   | Thùy Tiên  | 7,7             | 7,8          | 7,75 |
| 5T   | Diệu Huyền | 7,8             | 7,7          | 7,75 |

## Kết quả chung cuộc
Tham khảo: 
| Hạng | Tên        |
| ---- | ---------- |
| 1    | Phương Anh |
| 2    | Anh Đào    |
| 2    | Thùy Tiên  |
| 3    | Kim Cương  |
| 3    | Tiểu My    |
| 3    | Uyển Ân    |
| 3    | Diệu Huyền |
| 3    | Thy Ngọc   |

## Đón nhận
Sau khi chương trình công bố các nhân vật trải nghiệm và trailer chính thức, nhiều khán giả bày tỏ sự háo hức mong chờ mùa mới lên sóng và kỳ vọng vào một mùa hấp dẫn với các nghệ sĩ nữ tham gia chương trình. Tập 1 của chương trình đã nhận được sự quan tâm lớn của khán giả ngay khi lên sóng. Video của tập phát sóng trên nền tảng YouTube thu hút khoảng 3,6 triệu lượt xem và hơn 5.000 bình luận.

## Tranh cãi
Tập 1 sau khi lên sóng đã gây tranh luận vì một số nghệ sĩ nữ, nhất là Jun Vũ và Liz Kim Cương, bị cho là trang điểm quá đậm. Theo tổng đạo diễn Lương Hải Khoa, ở những mùa sản xuất có nhân vật trải nghiệm là nữ, ê-kíp luôn nhắc nhở vấn đề này; tuy nhiên, với công nghệ làm đẹp mà một số nghệ sĩ lựa chọn, ê-kíp không thể can thiệp để giảm hiệu ứng khi lên hình. Anh cũng cho biết các nghệ sĩ đã ý thức được vấn đề này nên chủ động phối hợp với ê-kíp để khắc phục trong quá trình ghi hình.
Trong một nhiệm vụ ở tập 2, 8 nghệ sĩ được yêu cầu nấu cơm dã chiến: Uyển Ân và Jun Vũ có trách nhiệm nấu cơm, Mie và Liz Kim Cương nướng rắn, 4 người còn lại chế biến các thực phẩm khác. Tuy nhiên, tất cả họ đều lúng túng khi thực hiện nấu ăn, ngay cả với những thao tác cơ bản như nấu cơm và chiên trứng. Trong khi Uyển Ân và Jun Vũ không biết cách lấy nước để nấu cơm thì Pháo, MisThy, Jun Vũ lại không phân biệt được quả mướp Nhật với dưa leo - thậm chí Uyển Ân còn cho rằng đó là quả bầu; còn Thùy Tiên và Phương Anh Đào không phân biệt được giữa đường và mì chính (bột ngọt) khiến món trứng chiên của họ quá ngọt. Việc các chiến sĩ không biết cách nấu cơm đã trở thành chủ đề được khán giả tranh luận trên mạng xã hội. Trong khi nhiều ý kiến cho rằng việc nấu cơm cũng như kiến thức về thực phẩm và gia vị là những kiến thức cơ bản cần phải nhớ, thì một số ý kiến cho biết việc nghệ sĩ không biết khi chưa làm quen với môi trường quân đội là điều bình thường. Trước đó, chia sẻ trong phần phỏng vấn đồng hành, hầu hết các chiến sĩ đều thừa nhận ít khi vào bếp nấu nướng nên họ cảm thấy bất ngờ khi được Mũi trưởng giao nhiệm vụ nấu ăn tập thể.
Uyển Ân trở thành nhân vật gây ra nhiều tranh cãi ở tập 3 với những biểu hiện được cho là thiếu nghiêm túc và không phù hợp với môi trường quân đội, từ việc hoảng sợ hét lớn khi gặp rắn khiến đội mất điểm trong buổi hội thao, đến việc đề nghị cho các đồng đội được trải nghiệm vai trò tiểu đội trưởng nhưng bị mũi trưởng từ chối. Một số khán giả cho rằng vì cô không muốn tiếp tục làm tiểu đội trưởng nên cố gắng tìm cách đùn đẩy trách nhiệm này; có ý kiến còn chê trách biểu cảm "lạ" của cô khi bị mũi trưởng nhắc nhở. Về những phát biểu của Uyển Ân, đại diện nhà sản xuất đã lên tiếng giải thích rằng Uyển Ân không từ chối hay muốn nhường chức tiểu đội trưởng mà là do bản thân cô tự nhận còn nhiều thiếu sót, cảm thấy không tự tin; trong khi các đồng đội lại muốn tạo cơ hội để Uyển Ân khắc phục điểm yếu, từ đó trưởng thành hơn nhờ áp lực trong quân ngũ. Trong một bình luận khác trên mạng xã hội, nhà sản xuất cho biết: "Ngày đầu trong quân ngũ có nhiều bỡ ngỡ, Uyển Ân không có ý đùa giỡn, chỉ là bạn chưa hiểu môi trường nghiêm túc. Không có va vấp thì không có tiến bộ, cần có thời gian để các nghệ sĩ hiểu đúng và điều chỉnh bản thân." Báo Phụ nữ số cho rằng cách mà cô thể hiện trong môi trường quân ngũ cần những góp ý từ khán giả, nhưng cô không đáng bị công kích một cách quá đà như một số bình luận của các hội nhóm trên mạng xã hội, đồng thời so sánh trường hợp này với trường hợp tương tự mà diễn viên Khánh Vân từng gặp phải khi tham gia Sao nhập ngũ 2020.
Cũng trong tập 3, Thùy Tiên chia sẻ trong bữa ăn tối rằng cô không ăn thịt bò, nên ai muốn ăn thêm để bổ sung protein cho cơ thể có thể ăn phần thịt bò của cô. Khi được một chiến sĩ nam khuyên không nên giảm bớt khẩu phần ăn của mình để có sức khỏe tập luyện, Thùy Tiên đáp lại: "Tôi muốn hướng tới ăn chay nên tôi đã bỏ thịt một thời gian dài. Hiện tại tôi chỉ ăn hải sản thôi". Điều này khiến các chiến sĩ bất ngờ và hỏi tiếp về chế độ ăn đặc biệt của cô. Nhiều khán giả trên mạng xã hội cho rằng đây là quan điểm có phần sai lệch và thắc mắc với cách mà cô ăn chay, vì ăn chay là việc thực hành kiêng ăn các loại thịt, gồm thịt đỏ, thịt gia cầm, hải sản và thịt của bất kỳ động vật nào khác (có thể bao gồm kiêng các sản phẩm phụ của quá trình giết mổ động vật). Tuy nhiên, một số người lên tiếng ủng hộ cách ăn chay của cô và cho rằng chế độ ăn chay của cô là chế độ ăn pescatarian (kiêng mọi loại thịt trừ hải sản). Ngoài ra, trong lời nói của cô, cô chỉ cho biết là "đang hướng đến" chứ chưa nói là ăn chay hoàn toàn.